# Ryszard Walkowiak
Ryszard Walkowiak (ur. 16 października 1952 w Mosinie, zm. 29 czerwca 2020 w Przeźmierowie) – polski agronom i matematyk, doktor habilitowany nauk rolniczych.

## Życiorys
Syn Jana i Delfiny. W 1976 ukończył matematykę na Uniwersytecie im. Adama Mickiewicza w Poznaniu. 21 października 1983 obronił tamże napisaną pod kierunkiem Radosława Kali pracę doktorską w dyscyplinie nauk matematycznych pt. Estymacja liniowych funkcji parametrycznych w modelach wieloreakcjowych. 27 kwietnia 2001 habilitował się na Akademii Rolniczej w Poznaniu w dziedzinie nauk rolniczych, specjalność agronomia, na podstawie pracy zatytułowanej Modele matematyczne zależności gęstości objętościowej od wilgotności zagęszczenia, nacisku i jednostkowej energii zagęszczenia dla gleb o różnym rozkładzie granulometrycznym.
W latach 1975–2019 zatrudniony na stanowisku profesora nadzwyczajnego w Katedrze Metod Matematycznych i Statystycznych na Wydziale Rolnictwa i Bioinżynierii Uniwersytetu Przyrodniczego w Poznaniu.
W 2006 odznaczony Srebrnym Srebrnym Krzyżem Zasługi.
Zmarł 29 czerwca 2020.